# Politiken
«Политикен» (дат. Politiken — «политика») — датская ежедневная газета, издаваемая издательским домом JP/Politikens Hus A/S.

«Политикен» является второй по размеру тиража газетой в Дании. Ежедневная аудитория газеты — 430 000 человек, по воскресеньям — 533 000 человек, и по этому показателю также занимает второе место. Издательский дом также печатает издание Politiken Weekly, которое представляет собой обзор статей за неделю, и предназначенное для датчан, проживающих за рубежом.

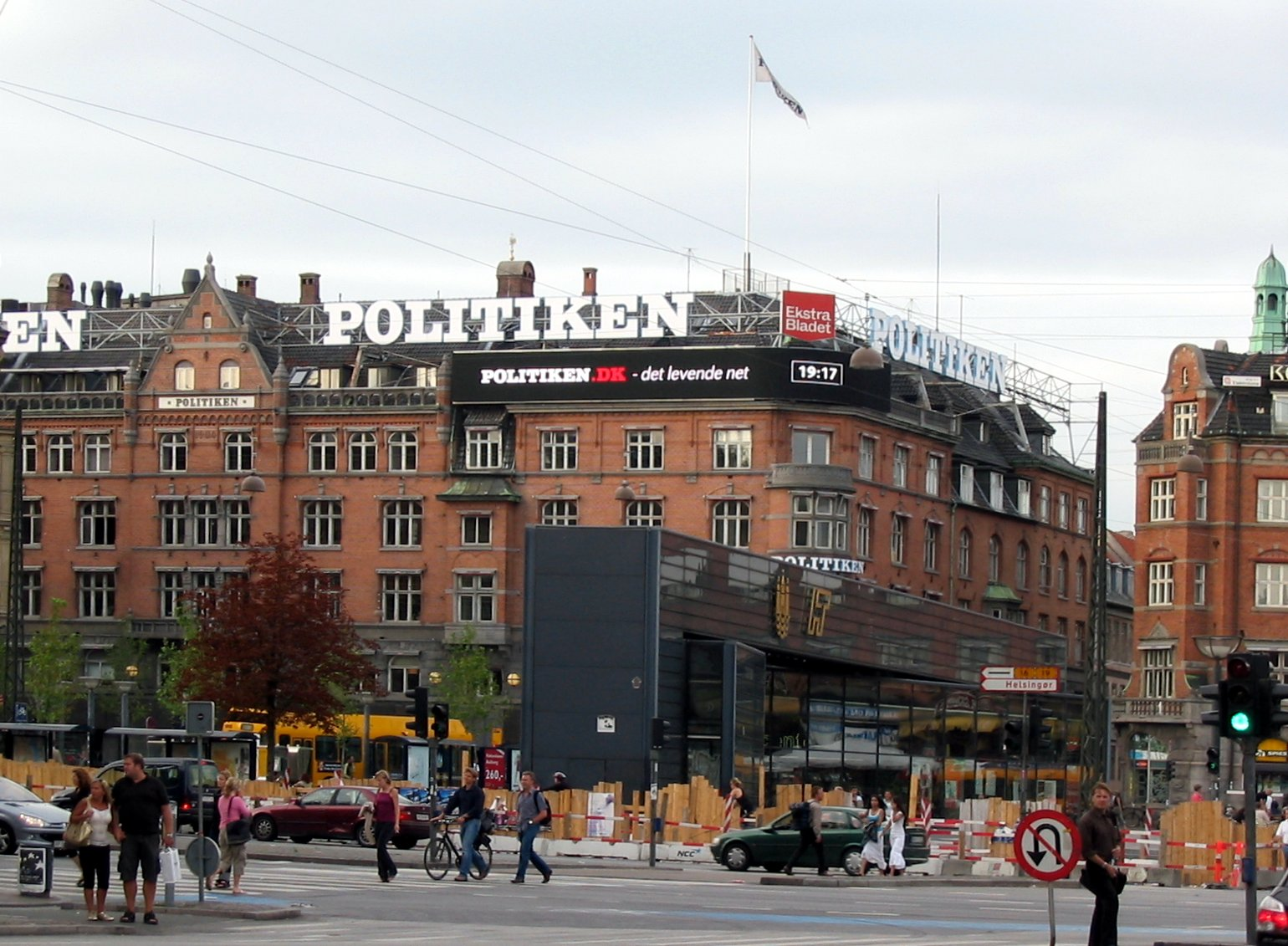
Здание газеты Politiken в Копенгагене.

В день рождения газеты, 1 октября 2006 года, «Политикен» стала выходить в новом формате A1 и с изменённой вёрсткой страниц, страница разделена на две части: «обзор» (верхние 20—25 % от общей площади листа) и «подвал» (оставшаяся часть листа).
В «подвале» публикуются в основном статьи аналитического и исследовательского типа, и как правило, более тщательно написанная, чем остальные статьи газеты. Статьи из «обзора» чаще всего являются перепечатками статей с сайта politiken.dk, и также там печатаются краткие обзоры новостей за последние 24 часа. Такая концепция позволяет давать более чёткую и взвешенную позицию на новости и происшествия, чем в обычной газете.
На международном уровне газета известна своими фотографиями. Ян Граруп (дат. Jan Grarup), многократный лауреат World Press Photo и множества других конкурсов, был штатным фотографом издания в период с 2003 по 2009 год.
«Политикен» широко уважаема за её оригинальный и необычный дизайн, за который газета получила множество премий. В 2007 году, «Политикен», вместе с четырьмя другими газетами была признана газетой с лучшим в мире дизайном, опередив 394 другие газеты. Конкурс был проведён организацией Society for News Design.

## История
Газета Dagbladet Politiken (с дат. — «Ежедневная Политикен») была основана 1 октября 1884 года в Копенгагене. Основателями газеты были Вигго Хёруп (дат. Viggo Hørup), который в тот момент был председателем датского парламента, а впоследствии стал министром печати Дании, Эдвард Брандес (дат. Edvard Brandes) — датский политик, критик и журналист, и Герман Бинг (дат. Hermann Bing). Первоначальный тираж газеты был всего лишь 2000 экземпляров. Газета обосновалась в своей сегодняшней штаб-квартире в центре Копенгагена в здании на Ратушной площади в 1912 году.

## Работа во время Второй мировой
28 апреля 1940 года вышел новый номер «Политикен». В качестве передовицы была напечатана статья, в которой Уинстон Черчилль назывался «очень опасным человеком». Эта статья была написана редактором международного отдела Эйнардом Шу, после разговора в офисе главного редактора с председателем совета директоров газеты и Эриком Скавениусом, который вскорости стал новым министром иностранных дел Дании. Решение напечатать статью было принято для того, чтобы показать свою лояльность немецким оккупационным силам, хотя остальные датские газеты не предпринимали подобных шагов, так как для того, чтобы удержать свою газету на плаву, было достаточно не портить отношения с только что учреждённой немецкой цензурой. Как следствие, множество читателей «Политикен» отказались от подписки.

## Политическая принадлежность
Изначально газета поддерживала Датскую социал-либеральную партию (дат. Det Radikale Venstre), но в 1970 году «Политикен» объявила о своей политической независимости.
Предпоследний главный редактор газеты Тогер Сайденфаден являлся последовательным сторонником сближения Дании с Европейским союзом.
26 февраля 2010 года главный редактор «Политикен», Тогер Сайденфаден принёс свои извинения всем, кто был оскорблен решением редакции перепечатать карикатуры на пророка Мухаммеда, которые изначально были напечатаны в газете Morgenavisen Jyllands-Posten. Он пояснил своё решение так: «Politiken напечатала эти карикатуры не как выражение взглядов редакции или отражение каких-то взглядов, но лишь в качестве освещения газетой последних новостей».

## Список главных редакторов
В некоторые периоды редакторов было больше одного, поэтому сроки редакторства накладываются друг на друга.
- 1884—1901: Вигго Хоруп
- 1901—1904: Эдвард Брандес
- 1905—1927: Генрик Кавлинг
- 1927—1937: Вальдемар Коппель
- 1927—1933: Ове Роде
- 1931—1959: Нильс Хазагер
- 1941—1963: Пауль Гаер
- 1946—1959: Хакон Стефенсен
- 1959—1963: Свенд Тиллиге-Расмуссен
- 1963—1966: Бо Брамсен
- 1963—1970: Эрнст Приме
- 1963—1971: Гаральд Энгберг
- 1966—1971: Арне Эйбье-Эрнст
- 1970—1993: Герберт Пундик
- 1971—1982: Бент Торндаль
- 1981—1993: Агнер Ам
- 1981—1992: Йорген Грюннет[7]
- 1993—2011: Тёгер Сайденфаден
- 2011—: Анне Метте Сване
- 2011—: Ларс Граруп

### Премия Кавлинга
Премия Кавлинга — это почётный датский приз за достижения в области журналистики. Он назван так в честь Генрика Кавлинга, третьего главного редактора «Политикен».
Эту почётную премию получали следующие журналисты «Политикен»:
- 1945 — Генрик Рингстед
- 1962 — Йорген Хартманн-Петерсен
- 1966 — Герберт Пундик
- 1968 — Эрик Нёргор
- 1974 — Анна Вольден-Рэттинге
- 1982 — Й. Б. Хольмгард
- 2006 — Мириам Дальсгард (фотограф) and Олаф Хергель